# Distretto di Don Tan
Il distretto di Don Tan (in thailandese: ดอนตาล) è un distretto (amphoe) della Thailandia, situato nella provincia di Mukdahan.